# 郭树德

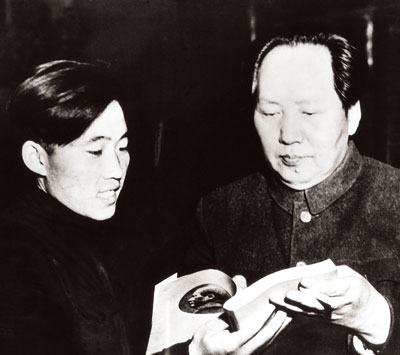
郭树德和毛泽东

郭树德，北京人，中华人民共和国工程师、劳动模范。
早年担任北京铁路局丰台铁路分局机务段副段长，“毛泽东号”机车组第三任司机长，后当选为全国劳动模范，当选代表参加第一届全国人民代表大会。文化大革命期间，因为被牵连为彭德怀举荐而遭到迫害。